# Anton Cermak

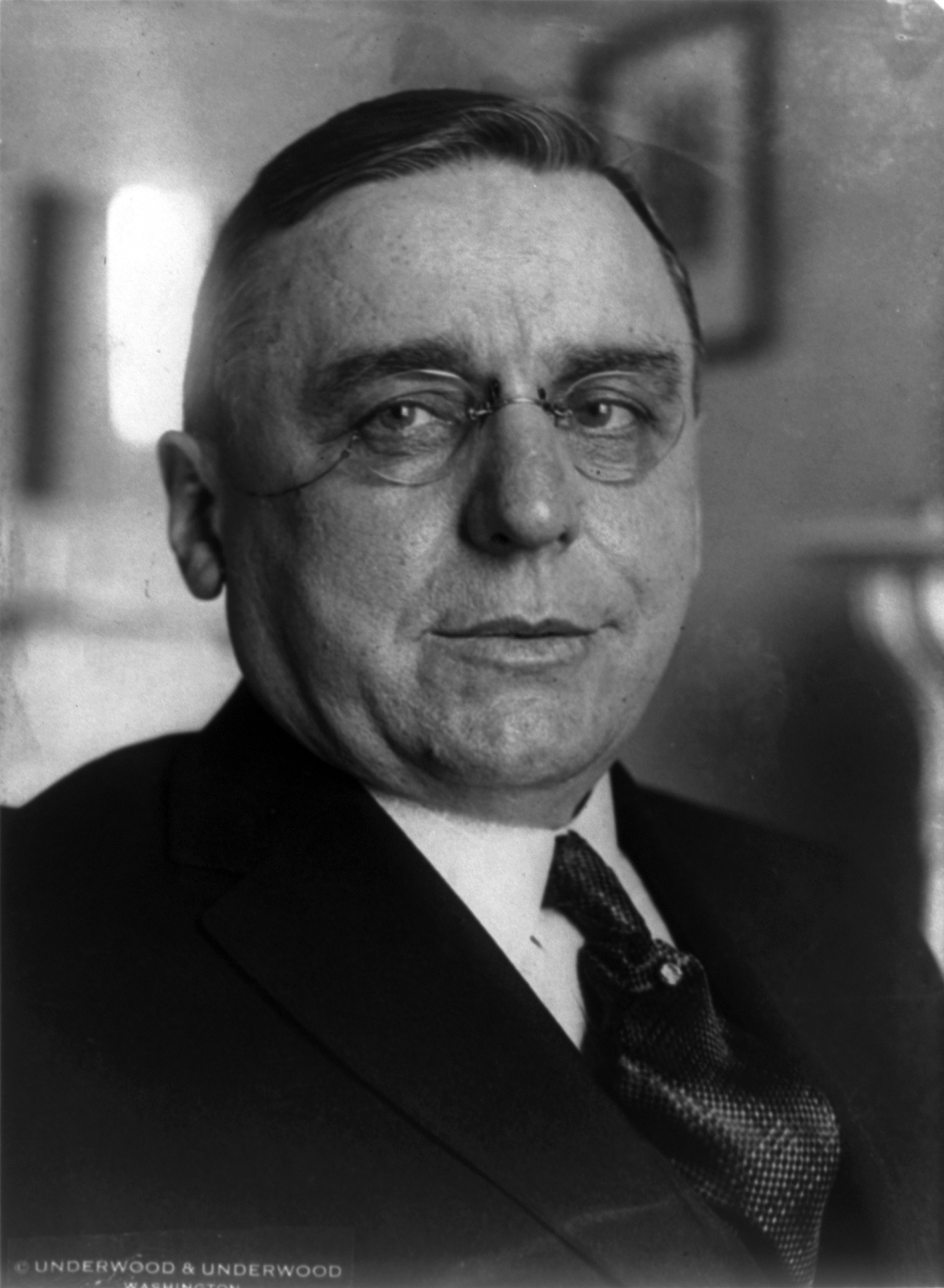
Anton Cermak (1933)

Anton Joseph Cermak (* 9. Mai 1873 in Kladno; † 6. März 1933 in Miami, Florida) war ein US-amerikanischer Politiker und Bürgermeister von Chicago von 1931 bis 1933. Er wurde Opfer eines Attentates.

## Leben

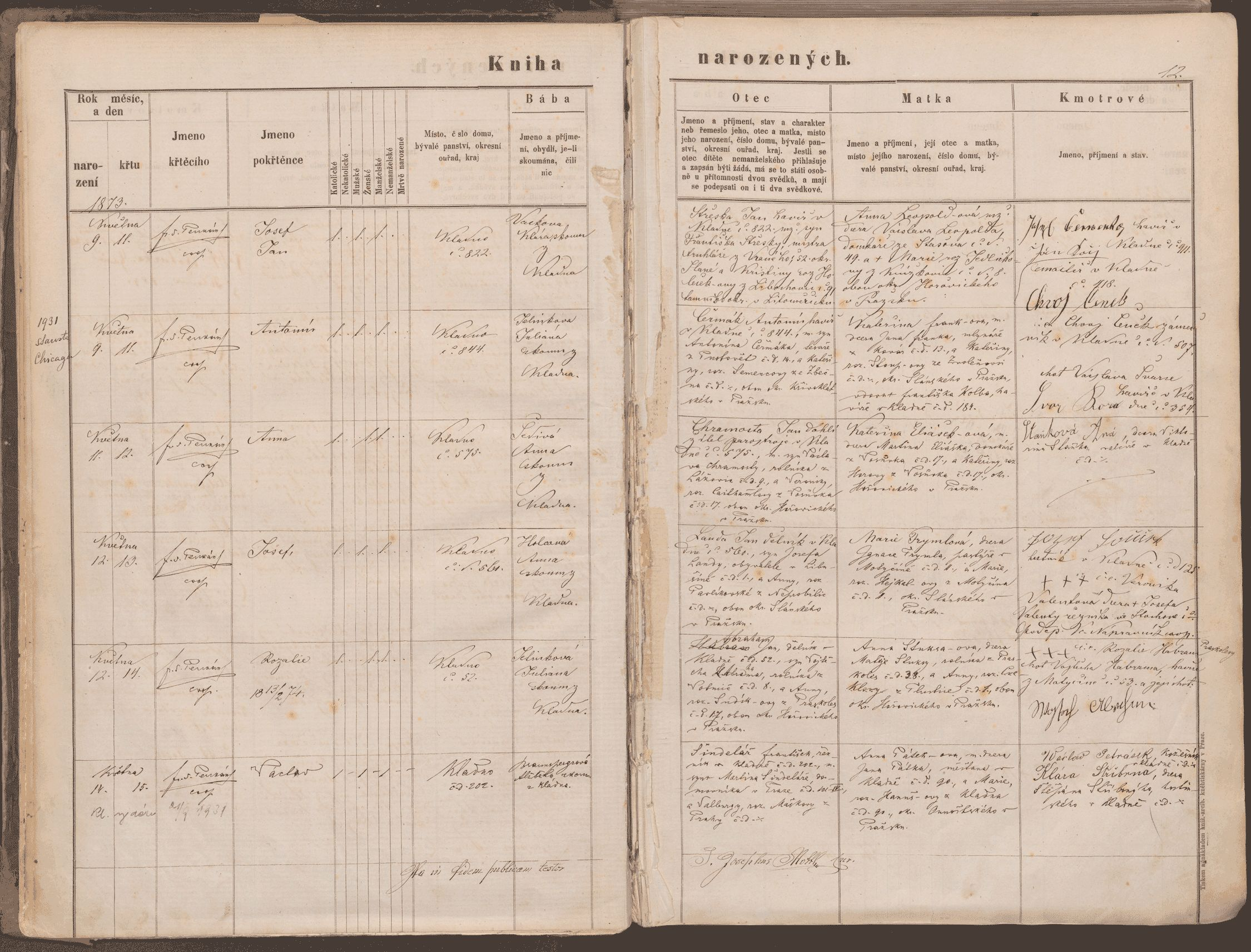
Antonín Čermák birth record 1873

Anton Cermak wurde als Antonín Josef Čermák in Kladno bei Prag im heutigen Tschechien geboren. 1874 wanderte er mit seinen Eltern in die USA aus. Nachdem er nur drei Jahre die Schule besucht hatte, musste er seinem Vater, der Bergarbeiter in Braidwood war, helfen. 1890 ging er nach Chicago, wo er bei der Eisenbahn Arbeit fand, bevor er sich im Transportgewerbe selbständig machte.
In Chicago wurde er Gewerkschafter und politisch bei den Demokraten aktiv. 1902 wurde er Mitglied des Stadtparlamentes, sieben Jahre später Ratsmitglied. Im April 1931 wurde er zum Bürgermeister der Stadt Chicago gewählt. Er hatte gegen seinen Amtsvorgänger William Hale Thompson von den Republikanern Wahlkampf mit dem Argument gemacht, dieser stehe unter der Kontrolle Al Capones und anderer Gangster Chicagos. Cermak setzte sich daneben für soziale Reformen und die Beendigung der Alkoholprohibition ein. Er zog sich die Gegnerschaft des Chicago Outfit zu, als er seinen Verbündeten, den Arbeiterführer Roger Touhy, schützte. Im Dezember 1932 sandte er zwei Polizeibeamte aus, den Mobster Frank Nitti festzusetzen. Einer der Beamten schoss sich selbst in die Hand und behauptete, Nitti habe zuerst geschossen, worauf diesem der Prozess gemacht wurde. Cermak verließ daraufhin Chicago.

## Attentat
Am 15. Februar 1933 wurde Anton Cermak im Bayfront Park in Miami bei einer spontanen Rede des gerade gewählten US-Präsidenten Franklin D. Roosevelt vom Italo-Amerikaner Giuseppe Zangara angeschossen. Cermak sagte Roosevelt auf dem Weg zum Krankenhaus, er sei froh, dass er selbst getroffen worden sei und nicht der Präsident. Drei Wochen später starb er an den Folgen des Attentats. 
Es wurden Vermutungen angestellt, die Cermak als eigentliches Ziel des Attentats sahen. Zangara sei durch das Chicago Outfit um Nitti benutzt worden, um sich an Cermak zu rächen, der zuvor Nitti durch die Polizeibeamten ohne Erfolg auszuschalten versucht hatte. Auf dem Totenbett soll Cermak angegeben haben, dass er damit gerechnet habe, Opfer eines Outfit-Attentats zu werden.
Cermak wurde auf dem Bohemian National Cemetery in Chicago beigesetzt.